# Prince Eugene
Die HMS Prince Eugene war ein Monitor der Lord-Clive-Klasse der britischen Royal Navy während des Ersten Weltkriegs. Von den acht Schiffen dieser Klasse entstanden vier auf der Hauptwerft von Harland & Wolff in Belfast und die Prince Eugene in der Zweigwerft in Govan. Die Neubauten erwiesen sich als sehr langsame und schwierig zu manövrierende Seeschiffe; allerdings erwiesen sie sich als ausgezeichnete Geschützplattformen.

## Geschichte des Schiffes
Die Kiellegung des Monitors erfolgte am 1. Februar 1915 bei Harland and Wolff’s Werft in Govan und der Stapellauf schon am 14. Juli. Benannt wurde das Schiff nach dem Feldmarschall Prinz Eugen von Savoyen, der neben dem Herzog von Marlborough im Spanischen Erbfolgekrieg Oberkommandierender der antifranzösischen Koalition gewesen war. Sie war das erste und bislang einzige Schiff der Royal Navy mit diesem Namen.
Die schweren 12-Zoll-Geschütze des Neubaus stammten vom alten Linienschiff Hannibal. Der Turm wie die verbauten Geschütze wurden für den Einsatz auf einem Monitor stark modifiziert, indem zum einen der Erhöhungswinkel der Kanonen von 13,5° auf 30° gesteigert und zum anderen neue Geschosse mit verstärkten Treibladungen genutzt wurden. Damit war eine Höchstschussweite von nunmehr 23.000 Metern möglich. Das Schiff wurde der Dover Patrol zugeordnet und diente seit 1915 dem Beschuss der Stellungen des Marinekorps Flandern. Es nahm im Frühjahr 1918 am Angriff auf Ostende teil.
Im Sommer 1918 sollte der Monitor grundüberholt werden. Dabei sollte der bisherige 305-mm-Doppelturm durch einen Einzelturm mit 457-mm-Geschütz (BL 18 inch Mk I naval gun) der zum Flugzeugträger umgebauten Furious ersetzt werden.
Bis zum Kriegsende war dies jedoch nicht erfolgt und die Überholung des Monitors wurde abgebrochen. 1921 wurde die Prince Eugene zum Abbruch verkauft, der noch im selben Jahr begann.

## Die Schiffe derLord-Clive-Klasse
|      | HMS                  | Namensgeber            | Werft                       | in Dienst  | Schicksal                            |
| ---- | -------------------- | ---------------------- | --------------------------- | ---------- | ------------------------------------ |
| M.5  | Sir John Moore       | Sir John Moore         | Scotts, Greenock            | .07.1915   | 1921 Abbruch.                        |
| M.6  | Lord Clive           | Robert Clive           | Harland & Wolff, Belfast    | 10.07.1915 | Artillerie-Schulschiff, 1927 Abbruch |
| M.7  | General Craufurd     | Robert Craufurd        | Harland & Wolff, Belfast    | 26.08.1915 | 1921 Abbruch                         |
| M.8  | Earl of Peterborough | Charles Mordaunt       | Harland & Wolff, Belfast    | 23.09.1915 | 1921 Abbruch                         |
| M.9  | General Wolfe        | James Wolfe            | Palmers, Newcastle          | 27.10.1915 | 1921 Abbruch.                        |
| M.10 | Prince Rupert        | Ruprecht von der Pfalz | Hamilton & Co, Port Glasgow | .07.1915   | 1923 Abbruch                         |
| M.11 | Prince Eugene        | Eugen von Savoyen      | Harland & Wolff, Govan      | 5.09.1915  | 1921 Abbruch                         |
| M.12 | Sir Thomas Picton    | Thomas Picton          | Harland & Wolff, Belfast    | 4.11.1915  | 1921 Abbruch                         |